# Nort-sur-Erdre
Nort-sur-Erdre – miejscowość i gmina we Francji, w regionie Kraj Loary, w departamencie Loara Atlantycka.
Według danych na rok 2010 gminę zamieszkiwało 7781 osób, a gęstość zaludnienia wynosiła 117 osób/km².